# Megacyllene robiniae
Megacyllene robiniae es una especie de escarabajo longicornio del género Megacyllene, tribu Clytini, subfamilia Cerambycinae. Fue descrita científicamente por Forster en 1771.

## Descripción
Mide 11,5-28 milímetros de longitud.

## Distribución
Se distribuye por Canadá y Estados Unidos.